# يعقوب ملكون
يعقوب ملكون (بالإنجليزية: Jacob Malkoun؛ مواليد 26 أغسطس 1995) هو مُقاتل فنون قتالية مختلطة أسترالي.

## وصلات خارجية
- يعقوب ملكون على موقع يو إف سي (الإنجليزية)
- يعقوب ملكون على موقع شيردوغ (الإنجليزية)
- يعقوب ملكون على موقع Tapology.com (الإنجليزية)